# Marietta (Georgia)
Marietta is een plaats (city) in de Amerikaanse staat Georgia, en valt bestuurlijk gezien onder Cobb County.

## Demografie
Bij de volkstelling in 2000 werd het aantal inwoners vastgesteld op 58.748.
In 2006 is het aantal inwoners door het United States Census Bureau geschat op 63.152, een stijging van 4404 (7.5%).

## Geografie
Volgens het United States Census Bureau beslaat de plaats een oppervlakte van
56,9 km², waarvan 56,7 km² land en 0,2 km² water. Marietta ligt op ongeveer 323 m boven zeeniveau.

## Plaatsen in de nabije omgeving
De onderstaande figuur toont nabijgelegen plaatsen in een straal van 16 km rond Marietta.

## Geboren in Marietta (Georgia)
- Lucius Clay (1897-1978), generaal en militair gouverneur
- Joseph James (1939-2020), professioneel worstelaar
- Robert Patrick (1958), acteur
- Joseph James Jr. (1959), professioneel worstelaar
- Ray Traylor (1963-2004), professioneel worstelaar
- Travis Tritt (1963), countryzanger, songwriter en artiest
- Road Dogg (1969) professioneel worstelaar
- Jennifer Paige (1973), singer-songwriter
- Ashley Tappin (1974), zwemster
- Shareef Abdur-Rahim (1976), basketbalspeler
- Kevin Krumenauer (1977), componist, muziekpedagoog en bastrombonist
- Kaki King (1979), gitaristvirtuose en componiste
- Cody Rhodes (1985), professioneel worstelaar
- David Gonzalvez (1987), basketbalspeler
- J.T. Tiller (1988), basketbalspeler
- Joe Bendik (1989), voetballer
- Melanie Oudin (1991), tennisspeelster
- Scoot Henderson (2004), basketballer